# Beatriz García Vidagany
Beatriz García Vidagany (ur. 17 listopada 1988 w Walencji) – hiszpańska tenisistka.

## Kariera
W latach 2003 i 2004 wystąpiła w zaledwie czterech turniejach ITF. Najdalej w 2005 dotarła do półfinału zawodów w Kairze, gdzie przegrała z Rumunką Monicą Niculescu 1:6, 4:6. Rok później zwyciężyła w dwóch turniejach gry deblowej. W 2007 osiągnęła pierwszy finał turnieju ITF w karierze w grze pojedynczej w Majorce, ale ostatecznie przegrała go.
W maju 2008 wygrała w Tortosie. Od połowy czerwca do końca roku nie grała w żadnych rozgrywkach. W Vic pod koniec kwietnia 2009 wygrała drugi turniej ITF w singlu w karierze.
W 2010 zadebiutowała w turnieju głównym turnieju WTA Andalucia Tennis Experience w Marbelli po pokonaniu trzech rywalek w kwalifikacjach m.in. Alicii Molik. W pierwszej rundzie wygrała z Niemką Kristiną Barrois 7:5, 6:4. Następnie zagrała z Belgijką Kim Clijsters. Po trzech setach walki (7:5, 4:6, 6:4) Hiszpanka została zwyciężczynią spotkania. W ćwierćfinale jednakże przegrała z Sarą Errani 7:6(5), 4:6, 3:6. Zdołała wystąpić jeszcze w jednym turnieju głównym WTA po przebrnięciu eliminacji. Był to Mutua Madrileña Madrid Open, w którego pierwszej rundzie poniosła porażkę z Li Na 0:6, 2:6.

## Wygrane turnieje rangi ITF
| turnieje z pulą nagród 100 000 $ |
| turnieje z pulą nagród 75 000 $  |
| turnieje z pulą nagród 50 000 $  |
| turnieje z pulą nagród 25 000 $  |
| turnieje z pulą nagród 15 000 $  |
| turnieje z pulą nagród 10 000 $  |

### Gra pojedyncza
|    | Data       | Turniej | Kat. | ($)    | Naw.   | Finalistka           | Wynik         |
| 1. | 01/06/2008 | Tortosa | ITF  | 10 000 | ziemna | Amanda Carreras      | 6:2, 6:3      |
| 2. | 03/05/2009 | Vic     | ITF  | 10 000 | ziemna | Aleksandra Josifoska | 2:6, 6:2, 6:2 |